# Berg am Irchel
Berg am Irchel je obec ve švýcarském kantonu Curych, v okrese Andelfingen.
V roce 2013 zde žilo 576 obyvatel.

## Poloha obce
Sousední obce jsou: Buch am Irchel, Flaach, Freienstein-Teufen, Rüdlingen a Volken.